# Реализам (међународни односи)
Реализам у међународним односима је политичка теорија према којој се државе у својој спољној политици понашају или би требало да се понашају првенствено у складу с властитим националним интересом. Државе према политичким реалистима нису ограничене никаквим моралним начелима, већ су ограничене једино односима моћи који владају у међународним односима.
Политички реализам представља један од најстаријих праваца размишљања о политици и филозофији међународних односа. Савремени реалисти своје узоре налазе у делима Тукидида, Аугустина, Макијавелија и Хобса. Посебан утицај на савремени реализам оставио је Хобсов приказ природног стања, ситуације пре настанка државе у којој не постоји гаранција да ће се ико придржавати моралних начела. Стога је природно стање, стање несигурности у којем свако ратује против свакога.
Док је старија генерација политичких реалиста (Рејнхолд Нибур, Џорџ Ф. Кенан, Ханс Моргенто) узроке рата налазила у људској природи, новије варијанте политичког реализма као што су неореализам и структурни реализам објашњења траже у самој структури међународних односа. Најважнији савремени представници разних облика политичког реализма су Кенет Валц (неореализам), Роберт Џервис и Стивен Волт (дефанзивни реализам), Џон Мешмајер (офанзивни реализам), Роберт Гилпин (теорија хегемоније).
Теорија политичког реализма има бројне заговорнике и у политичкој пракси и спољној политици бројних држава. Најпознатији представници реализма који су били укључени у процесе формирања и доношења политичких одлука у новијој политици су Хенри Кисинџер i Збигњев Бжежински.